# Wayne Enterprises
Wayne Enterprise (også kendt som Wayne Foundation) er et fiktivt firma fra tegneserierne om Batman. Firmaet ledes af Bruce Wayne, med Lucius Fox som business-manager. Firmaet er Gothams førende selskab. 

## Afdelinger
- Wayne Technologies er afdelingen for teknologi
- Wayne Biotech er Gothams førende leverandør af lægemidler
- Wayne Steel er afdelingen for stål og byggeri af køretøjer
- Wayne Chemicals, er afdelingen for kemiske varer
- Wayne Industries er afdelingen for industrivarer
- Wayne Entertainment er Gothams førende i underholdningsbranchen.
- Wayne Foundation er afdelingen for fundraising